# Gil Vicente F.C.
Gil Vicente Futebol Clube (phát âm tiếng Bồ Đào Nha: [ˈʒil viˈsẽtɨ]), thường được gọi là Gil Vicente, được thành lập năm 1924, là một câu lạc bộ bóng đá chuyên nghiệp Bồ Đào Nha thi đấu ở Barcelos. Đội bóng thi đấu ở Primeira Liga, giải bóng đá hàng đầu của Bồ Đào Nha. Tên đội bóng được đặt theo tên của nhà viết kịch cùng tên người Bồ Đào Nha. Những mùa giải tốt nhất của đội là vào 1999–2000 và 2021–22, khi họ đứng thứ 5 trên bảng xếp hạng.

## Cầu thủ

### Đội hình hiện tại
Tính đến ngày 31/1/2024
Ghi chú: Quốc kỳ chỉ đội tuyển quốc gia được xác định rõ trong điều lệ tư cách FIFA. Các cầu thủ có thể giữ hơn một quốc tịch ngoài FIFA.
| Số | VT | Quốc gia    | Cầu thủ                           |
| -- | -- | ----------- | --------------------------------- |
| 2  | HV | Bồ Đào Nha  | Zé Carlos                         |
| 6  | TV | Perú        | Jesús Castillo                    |
| 7  | TĐ | Pháp        | Tidjany Touré (mượn từ Feyenoord) |
| 8  | TV | Thụy Sĩ     | Maxime Dominguez                  |
| 9  | TĐ | Iran        | Ali Alipour                       |
| 10 | TV | Nhật Bản    | Kanya Fujimoto                    |
| 12 | TM | Bồ Đào Nha  | Brian Araújo                      |
| 13 | HV | Brasil      | Gabriel Pereira                   |
| 23 | HV | Bồ Đào Nha  | Leonardo Buta (mượn từ Udinese)   |
| 24 | TV | Bờ Biển Ngà | Mory Gbane (mượn từ Khimki)       |
| 25 | TV | Bồ Đào Nha  | Pedro Tiba                        |

| Số | VT | Quốc gia   | Cầu thủ                              |
| -- | -- | ---------- | ------------------------------------ |
| 26 | HV | Bồ Đào Nha | Rúben Fernandes (đội trưởng)         |
| 33 | TM | Nga        | Stanislav Kritsyuk                   |
| 39 | HV | Angola     | Jonathan Buatu                       |
| 42 | TM | Brasil     | Andrew                               |
| 67 | HV | Bồ Đào Nha | Alex Pinto                           |
| 70 | TĐ | Bồ Đào Nha | Félix Correia (mượn từ Juventus)     |
| 76 | TV | Bồ Đào Nha | Martim Neto (mượn từ Benfica)        |
| 77 | TĐ | Brasil     | Murilo Costa                         |
| 88 | HV | Brasil     | Kazu                                 |
| 90 | TĐ | Bồ Đào Nha | Afonso Moreira (mượn từ Sporting CP) |